# فهرسة البنية الدلالية الكامنة
فهرسة البنية الدلالية الكامنة (LaSSI) هي تقنية لحساب التشابه الكيميائي المستمدة من التحليل الدلالي الكامن (لسا). طور بواسطة  ريتشارد هال, يوجين فلودر, سوريش سينغ, روبرت شيريدان, روبرت نحبار و سيمون كيرسليفي، في شركة ميرك، وحصلت الشركة على براءة اختراع في عام 2007.

## نظرة عامة
تقوم التقنية على بناء مصفوفة حدوث من مجموعة من العناصر ثم تفرق القيمة المنفردة في  المصفوفة لاشتقاق السمات الكامنة، وتكون المصفوفة الحدوث تمثل تواتر الواصفات الكيميائية ثنائية وثلاثية الأبعاد الموجودة في قاعدة بيانات كيميائية للتركيبات الكيميائية.  تستمد هذه العملية مفاهيم التركيب الكيميائي الكامن التي يمكن استخدامها لحساب أوجه التشابه الكيميائي وعلاقات التركيب والنشاط لاكتشاف الأدوية.